# Jane Savage
Jane Savage (* 1752/1753 in London (?); † 9. November 1824 in Camberwell, London) war eine englische Cembalistin und Komponistin. Ihre Hymn for Christmas Day gilt als das älteste bekannte Beispiel für ein von einer Frau für die Church of England komponiertes Kirchenlied.

## Biografie
Jane Savage war die einzige Tochter des englischen Musikers und Komponisten William Savage (1720–1789) und seiner Ehefrau Mary Bolt Savage († 1788). Ihre beiden Brüder waren George Savage († 1816), der später Pfarrer von Kingston und Richmond wurde, und William Savage jun. Ihre musikalische Ausbildung erhielt sie wahrscheinlich gemeinsam mit den Musikschülern ihres Vaters. Der englische Komponist Richard John Samuel Stevens (1757–1837) erwähnt ein gemeinsames Musizieren in einem Vokal-Trio zusammen mit seinem Lehrer William Savage und einer „Miss Savage“. Ende der 1770er Jahre zog die Familie auf Grund der schlechten Gesundheit des Vaters auf einen Landsitz nach Tenterden in Kent. Nach dessen Genesung begleitete sie  ihren Vater 1780 oder 1781 nach London, wo sie im Red Lion Square in Holborn lebte.
Savage galt als „namhafte“ Tastenspielerin. Sie legte eine Reihe von „galanten“ Tastenkompositionen für Cembalo und Klavier sowie Gesangsstücke im typischen Stil des späten 18. Jahrhunderts vor. Zu ihren Kompositionen zählen hauptsächlich Stücke für Gesang oder Klavier, welche als „Zeichenraumstücke“ bezeichnet wurden. Ihre Kompositionen entstanden wohl für das gemeinsame Musizieren im Hause der Familie Savage und wurden wahrscheinlich nur im privaten Rahmen aufgeführt. Ihre Kantate Strephan and Flavia, nach einem Text aus einer 1777 veröffentlichten Gedichtsammlung ihrer Mutter, „zeigt sorgfältige Details in der Wortbehandlung“.
Kurz vor dem Tod ihrer Eltern veröffentlichte sie auf eigene Kosten einen [Groß]teil ihrer Kompositionen. Ihre unveröffentlichten Stücke sind überwiegend verloren gegangen. 2020 wurde ihr Kirchenlied Hymn for Christmas Day wiederentdeckt und von der Church Music Society veröffentlicht. Das Stück wurde um 1785 komponiert und vom Londoner Waisenhaus für Mädchen aufgeführt. Es ist das älteste bekannte Beispiel für ein Kirchenlied der Church of England, welches von einer Frau komponiert wurde.
Jane Savage war Alleinerbin ihres Vaters; ihr älterer Bruder hatte von der Mutter bereits ein Anwesen in Yorkshire geerbt. Im Jahr 1793 heiratete sie in der St George's Church in Bloomsbury den Kaufmann Robert Rolleston. Nach der Hochzeit scheint sie ihre musikalische Karriere nicht fortgeführt zu haben. Unter ihrem Ehenamen sind keine Kompositionen mehr überliefert. Es existiert aktuell (Stand: 2024) keine moderne Edition ihrer Werke.

## Werke
Ausgewählte Werke beinhalten:
- Sechs Sonaten für Cembalo oder Klavier (1783)
- Sechs Rondos für Cembalo oder Klavier, Opus 3 (1786)
- Strephan und Flavia, Eine Lieblingskantate (für Gesang und Tasteninstrument) (1786)
- Ein Lieblingsduett (für Tasteninstrument) (1789)
- Zwei Gesangsduette (1789)
- God Save the King, adapted as a Double Lesson (für Tasteninstrument) (1789)